# Celosia monosperma
Celosia monosperma là loài thực vật có hoa thuộc họ Dền. Loài này được Rose mô tả khoa học đầu tiên năm 1895.